# Канастеро перуанський
Канасте́ро перуанський (Asthenes virgata) — вид горобцеподібних птахів родини горнерових (Furnariidae). Ендемік Перу.

## Поширення і екологія
Перуанські канастеро поширені в Перуанських Андах в центрі та на півдні країни, в регіонах Ліма, Хунін, Аякучо, Апурімак, Куско і Пуно. Вони живуть на високогірих луках пуна та в заростях Polylepis. Зустрічаються на висоті від 3250 до 4500 м над рівнем моря.